# Antidesma bunius

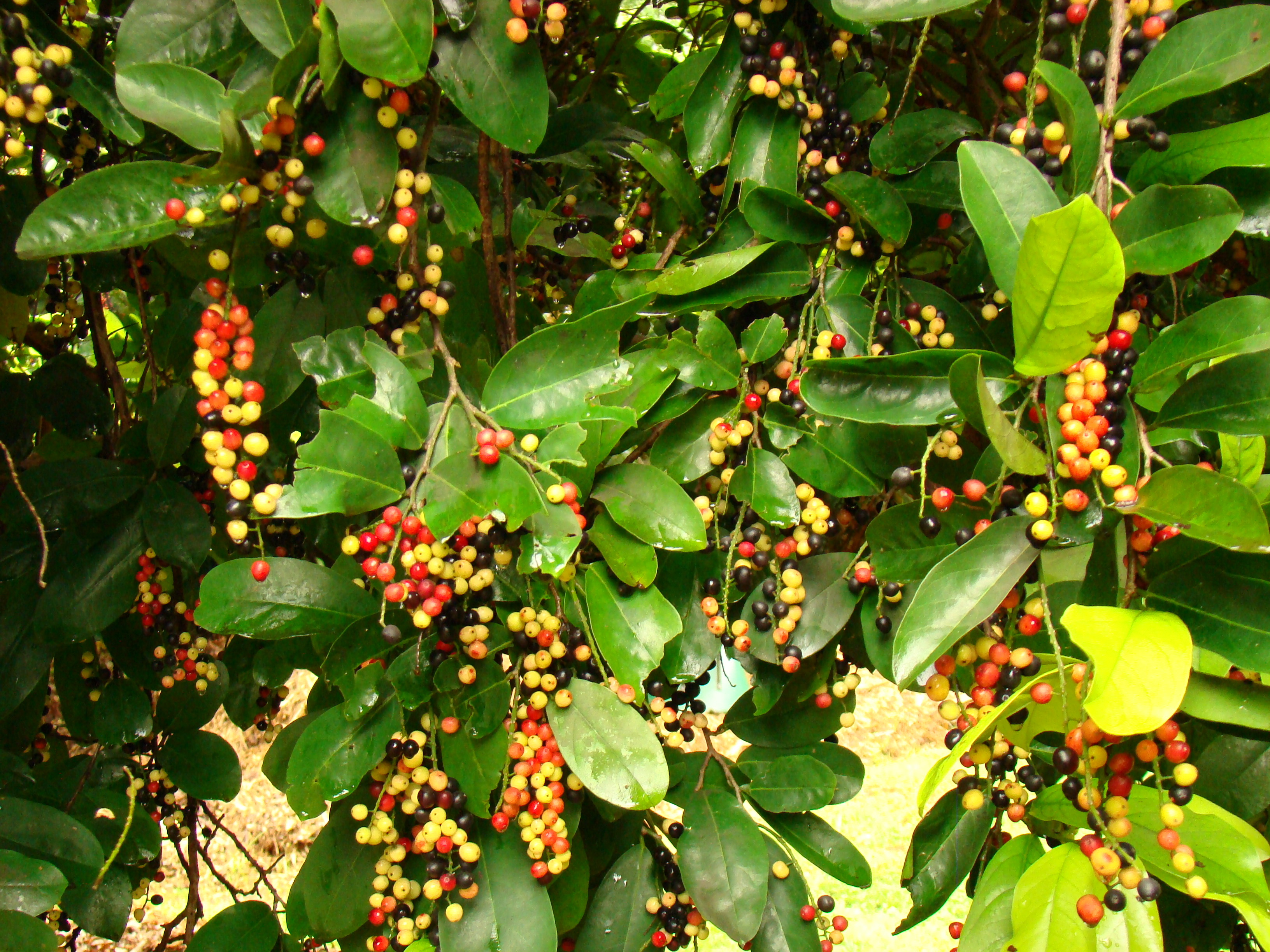
Blätter und Früchte

Antidesma bunius, auch als Buni, Bignay, Bignai oder Salamanderbaum bezeichnet, ist ein Baum aus der Familie der Phyllanthaceae. Häufig wird die Art auch der Familie der Wolfsmilchgewächse (Euphorbiaceae) zugeordnet. Das natürliche Verbreitungsgebiet liegt in Indien, Sri Lanka, Myanmar, Thailand und Malaysia. Die Art wird jedoch auch in anderen Gebieten angebaut und kann dort auch verwildern. Die Früchte werden sowohl roh gegessen als auch weiterverarbeitet.

## Beschreibung

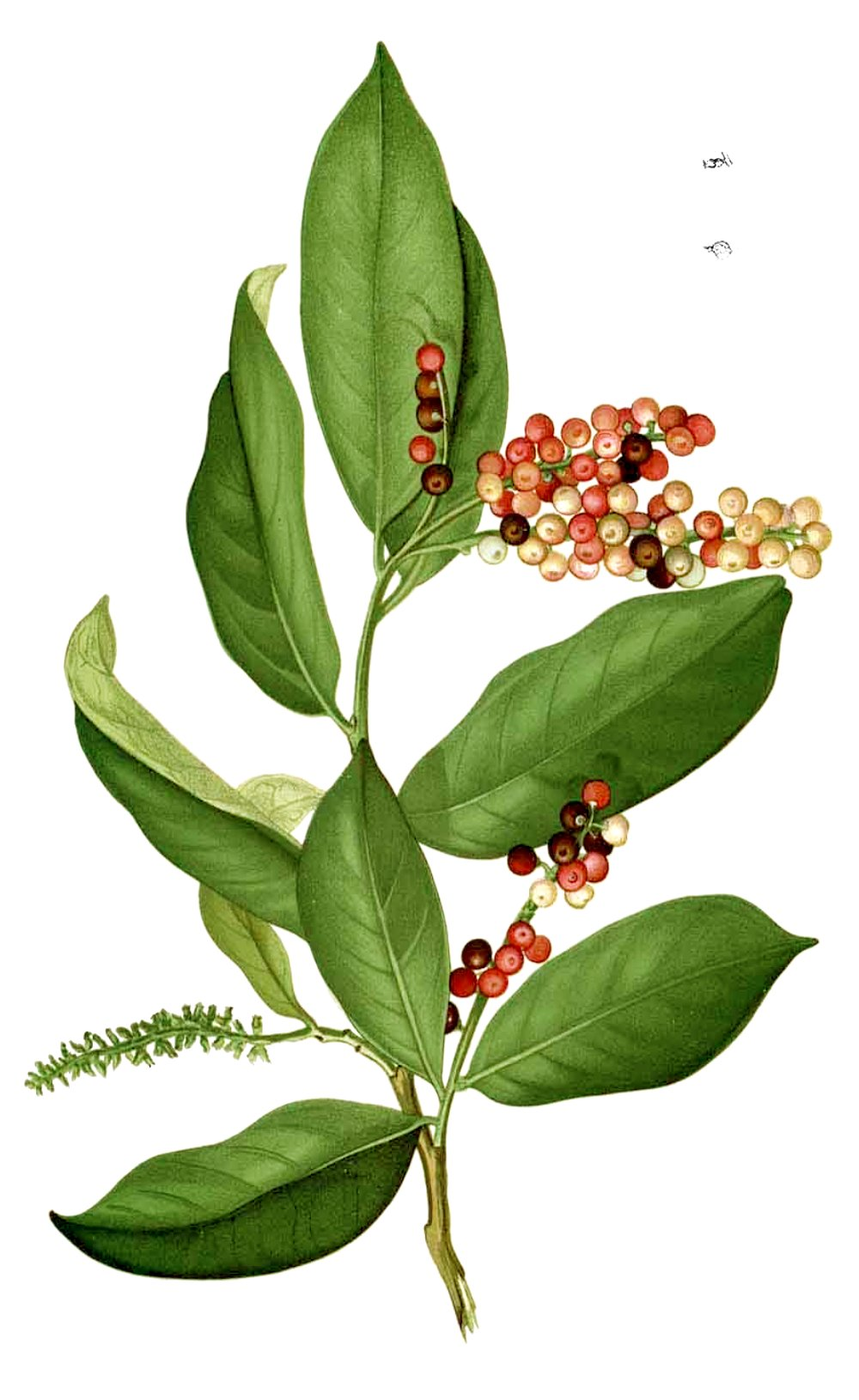
Illustration

### Vegetative Merkmale
Antidesma bunius ist ein immergrüner, zweihäusiger diözischer und reich verzweigter, bis zu 10 Meter, selten auch bis 30 Meter hoher Baum mit dichter, ausladender Krone. Selten wächst er auch strauchförmig. Die Borke ist gelblich braun, glatt oder rissig. Junge Zweige sind braun, kahl oder rostrot flaumig behaart. Ältere Bäume können Brettwurzeln bilden.
Die Laubblätter stehen wechselständig und sind zweizeilig angeordnet. Sie sind einfach und haben einen 3 bis 10, selten bis 17 Millimeter langen, kahlen oder rotbraun flaumig behaarten Stiel. Die derb ledrige Blattspreite ist meist 10 bis 23 Zentimeter lang, selten nur 5 oder bis 32 Zentimeter lang und selten ab 2, meist aber 3 bis 10 Zentimeter breit, länglich, elliptisch oder verkehrt-eiförmig, zugespitzt mit spitzer oder abgerundeter Basis und ganzrandig. Die Blattoberseite ist dunkelgrün, glänzend und kahl, die Unterseite ist etwas heller, kahl, etwas an den Adern behaart oder rötlich flaumig behaart. Die Mittelrippe tritt auf der Blattunterseite stark hervor. Es werden selten fünf, meist sieben bis 11 Nervenpaare gebildet. Die Adern dritter Ordnung sind netzförmig angeordnet. Die Nebenblätter sind 4 bis 6 Millimeter lang und 1,5 bis 2 Millimeter breit, linealisch und fallen früh ab.

### Generative Merkmale
Die Blüten stehen zahlreich in end- und blattachselständigen, bis 18 Zentimeter langen Trauben. Die gelblichen bis rötlichen oder grünlichen Einzelblüten sind unscheinbar und duftend. Männliche Blüten sind sitzend und haben einen breit glockenförmigen, 1 bis 1,5 Millimeter breiten, drei- bis vierzipfeligen, selten fünfzipfeligen Blütenkelch. Die drei oder vier, selten fünf Staubblätter sind 2 bis 3 Millimeter lang. Der ansatzweise vorhandene Fruchtknoten ist zylindrisch bis keulenförmig. Die weiblichen Blüten wachsen auf 0,5 bis 1, selten bis 2 Millimeter langen Stielen, die sich bei Fruchtreife auf 2 bis 4, selten bis 9 Millimeter verlängern. Der Kelch ist dreizipfelig. Der Fruchtknoten ist kahl oder behaart und hat drei bis vier, selten bis sechs Narben.
Die Früchte sind etwa 1 Zentimeter große, rundliche oder eiförmige Steinfrüchte, die in 20 Zentimeter langen, hängenden Trauben angeordnet sind. Die Einzelfrüchte wachsen an 5 Millimeter langen Stielen. Sie sind anfangs grün und färben sich dann über gelblich zu rot bis schwarz–violett. Je Fruchtstand finden sich Früchte unterschiedlichen Reifegrads und daher auch unterschiedlicher Farbe. Die Schale ist dünn, glatt und glänzend. Das Fruchtfleisch ist etwa 3 Millimeter dick, saftig und glasig. Der Geschmack ist erfrischend, sauer oder süßsauer, wenig aromatisch und manchmal bitter.(Die Geschmacksempfindung „bitter“ hängt von der genetischen Disposition des Probanden ab. Diese Disposition ist reziprok zur Fähigkeit der Bitter-empfindung von Phenylthiocarbamid (PTC).) Reife Früchte haben einen roten, stark färbenden Saft. Die harten und hellbraunen Steinkerne sind 9 Millimeter lang, 7 Millimeter breit und 4 Millimeter hoch, verflacht eiförmig, zugespitzt, ringsum gekielt mit warziger Oberfläche. Die Art blüht von März bis Mai, die Früchte reifen von Juni bis November.
Die Chromosomenzahl beträgt x = 13.

## Verbreitung
Das ursprüngliche Verbreitungsgebiet von Antidesma bunius liegt in Indien, Sri Lanka, Myanmar, Thailand und Malaysia. Dort wächst die Art in Wäldern in Höhen von 200 bis 1800 Metern in niederschlagsreichen Gebieten. Die Art wird häufig in China, Indochina, Indonesien, auf den Philippinen und auf pazifischen Inseln wie Hawaii und Tahiti kultiviert, wo sie gelegentlich auch verwildert. Seltener werden die Bäume in Florida, Mittelamerika und im Norden Australiens angepflanzt.

## Systematik und Forschungsgeschichte

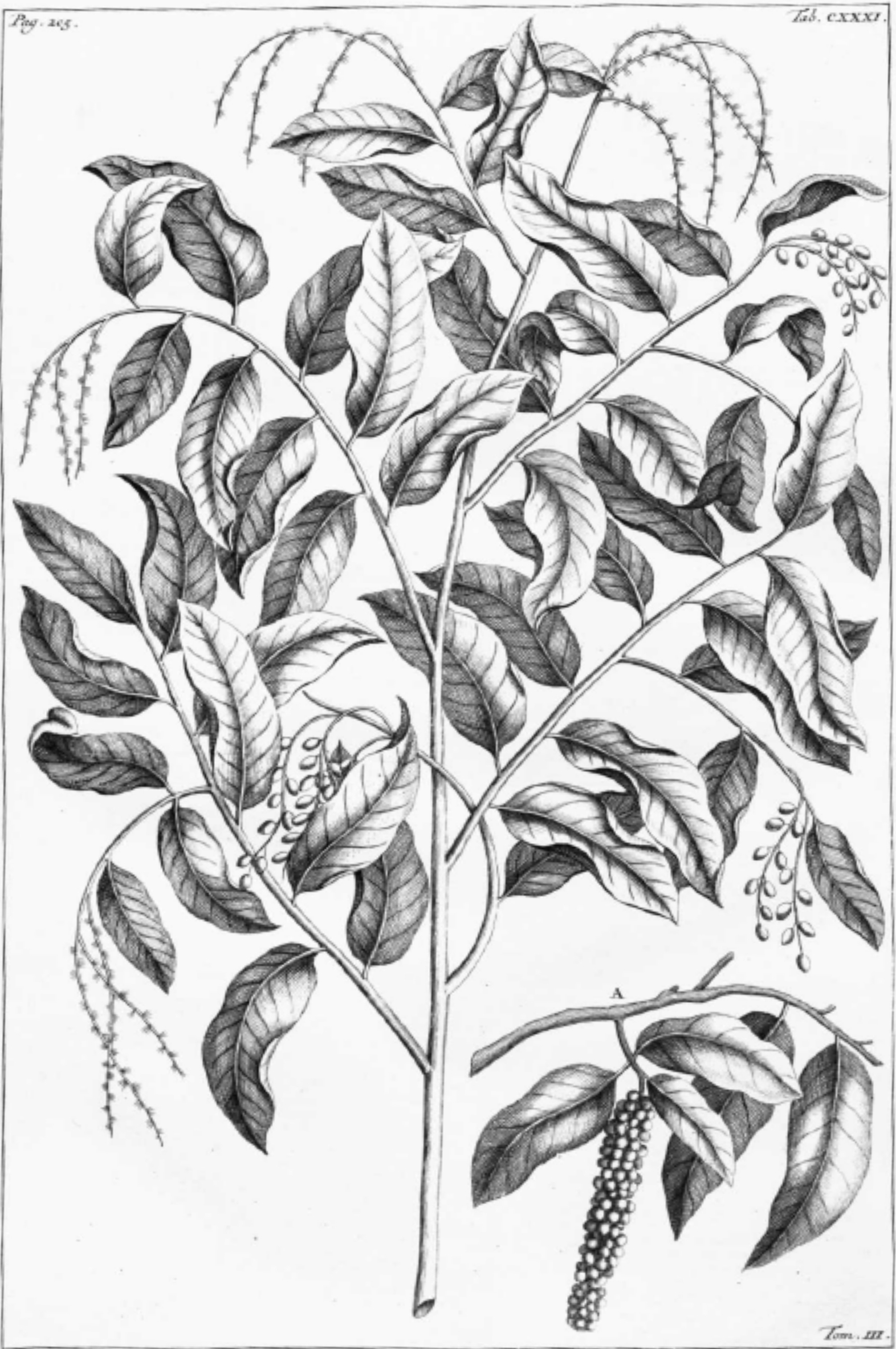
Bunius agrestis (Wilder Bunius) und A = Zweig von Bunius sativa (Antidesma bunius)

Der vorlinnaeische Name Bunius sativa oder arbor Salamandra stammt von dem deutsch-niederländischen Naturforscher Georg Eberhard Rumpf mit Beinamen Plinius Indicus, der 45 Jahren auf den Molukken lebte. Er hatte zwei Arten beschrieben: Bunius sativa, der auf Java und Celebes  und Bunius agrestis oder Wilder Bunius, der auf den Molukken vorkommt.
Antidesma bunius ist eine Art aus der Gattung Antidesma in der Familie Phyllanthaceae. Dort wird sie der Unterfamilie Antidesmatoideae, Tribus Antidesmateae, Untertribus Antidesmatinae zugeordnet. Häufig wird sie auch der Familie der Wolfsmilchgewächse (Euphorbiaceae), Unterfamilie Stilaginaceae zugeordnet. Die Art wurde von Carl von Linné 1767 in seinem Werk Mantissa Plantarum als Stilago bunius (Basionym) erstbeschrieben. Kurt Sprengel ordnete sie 1824 der Gattung Antidesma zu.
Es werden zwei Varietäten unterschieden:
- Antidesma bunius var. bunius ohne oder mit weißlicher Behaarung und kahler oder nur an den Adern behaarter Blattunterseite. Fruchtknoten und Früchte sind kahl.[3]
- Antidesma bunius var. pubescens Petra Hoffmann mit allgemein rötlicher Behaarung und auch vollständig behaarter Blattunterseite. Fruchtknoten und Früchte sind fein behaart.[3] Verbreitungsgebiet ist die chinesische Provinz Yunnan und Thailand.[9]

## Verwendung
Die sauren und an Vitamin C reichen Früchte werden reif als Obst gegessen. Gedünstet werden sie als Zutat zu Fisch und anderen Speisen verwendet oder mit Zucker zu Gelee, Marmeladen, Sirup oder Fruchtsäften verarbeitet. In Südostasien werden die säuerlich schmeckenden Blätter roh in Salaten gegessen oder gekocht zusammen mit Reis. Aufgrund der beeindruckenden Fruchtstände ist die Art auch ein beliebtes Ziergehölz. Aus der Rinde lassen sich Fasern zur Herstellung von Seilen und Schnüren gewinnen.
Die Pflanzen werden durch Samen oder mittels Stecklingen und Absenkern vermehrt. Etwa 5 bis 8 Monate nach der Blüte werden die Fruchtstände geerntet, wenn die meisten Früchte eine rote Farbe angenommen haben.